# 天真正伝香取神道流

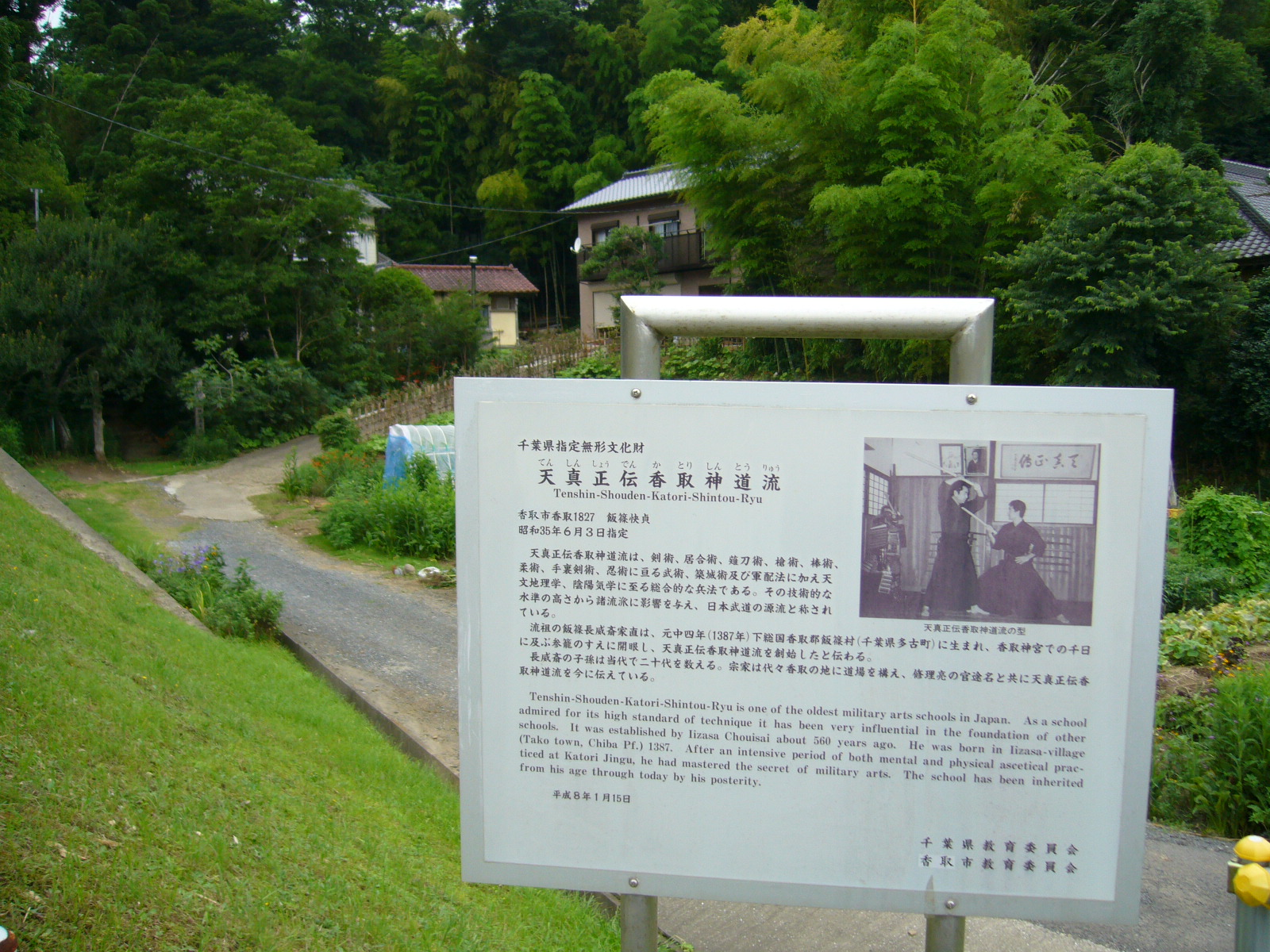
香取神道流宗家道場

天真正伝香取神道流（てんしんしょうでんかとりしんとうりゅう）は、室町時代中期に飯篠家直によって創始された武術流儀で兵法三大源流の一つである。流儀の興った頃から江戸時代初期迄新當流、天真正新當流、或いは神道流、香取神道流とも呼ばれる。古い伝書では香取新当流となっているものもある。旧字表記では天眞正傳香取神道流。なお、神道夢想流杖術の併伝武術として伝えられている剣術も神道流という名称だが、上記の神道流とは別系統のものである。

## 流儀の内容

### 概要
剣術、居合、柔術、棒術、槍術、薙刀術、手裏剣術等に加えて、築城、風水、忍術等も伝承されている総合武術である。
甲冑着用を想定した形が多く見られる。剣の打ち方は「巻打ち」と呼ばれる、戦国時代の刀法である。斬突では甲冑の弱点である首、脇、小手の裏などを狙う。打太刀と仕太刀が何度も何度も技を繰り出し合うという独特な長い形を数多く持つ。
また明治時代の資料『昨夢瑣事』には、当流が「ヤー、トー」と独特な掛け声を発することから、俗に「ヤー、トー、流」とも呼ばれていると記されている。
先述の通り『日本三代剣術流派』の1つであり、歴史も長く貴重な流派でもある。

#### 剣術
太刀術
- 表之太刀（四ヶ条）

1. 五津之太刀（いつつのたち）
2. 七津之太刀（ななつのたち）
3. 神集之太刀（かすみのたち）
4. 八神之太刀（はっかのたち）

- 五行之太刀（五ヶ条）
  1. 三津之太刀（みっつのたち）
  2. 四津之太刀（よっつのたち）
  3. 陰之太刀（いんのたち）
  4. 捨之太刀（しゃのたち）
  5. 發之太刀（はつのたち）
- 極意七條之太刀（三ヶ條）
  1. 遠山之太刀（浮舟之位）
  2. 片浪之太刀（葉水之位）
  3. 揚波之太刀（山月之位）

両刀術（四ヶ条）
1. 永月之太刀（えいげつのたち）
2. 水月之太刀（すいげつのたち）
3. 磯浪之太刀（いそなみのたち）
4. 村雲之太刀（むらくものたち）

極意小太刀術（三ヶ条）
1. 清眼之小太刀（せいがんのこだち）
2. 水月之小太刀（すいげつのこだち）
3. 半月之小太刀（はんげつのこだち）

#### 居合術
- 表居合術（六ヶ条）

1. 草薙之剣（くさなぎのけん）
2. 抜附之剣（ぬきつけのけん）
3. 抜討之剣（ぬきうちのけん）
4. 右剣（うけん）
5. 左剣（さけん）
6. 八方剣（はっぽうけん）

- 立合抜刀術（五ヶ条）
  1. 行合逆抜之太刀（いきあいぎゃくぬきのたち）
  2. 前後千鳥之太刀（ぜんごちどりのたち）
  3. 行合右千鳥之太刀（いきあいみぎちどりのたち）
  4. 逆抜之太刀（ぎゃくぬきのたち）
  5. 抜討之太刀（ぬきうちのたち）
- 極意居合術（五ヶ条）
  1. 雲切之剣（くもきりのけん）
  2. 半月之剣（はんげつのけん）
  3. 無一之剣（むいつのけん）
  4. 無二之剣（むにのけん）
  5. 清眼之太刀（せいがんのたち）

#### 棒術
- 表之棒術（六ヶ条）
  1. 迫合之棒（せりあいのぼう）
  2. 臑挫之棒（すねひしぎのぼう）
  3. 左右之棒（さゆうのぼう）
  4. 笠研之棒（かさはずしのぼう）
  5. 刎釣瓶之棒（はねつるべのぼう）
  6. 立浪之棒（たちなみのぼう）
- 五行之棒（六ヶ条）
  1. 下段構之棒
  2. 霞掛之棒
  3. 雷光構之棒
  4. 陰構之棒
  5. 引杖構之棒
  6. 立杖構之棒

#### 薙刀術
- 表之薙刀（四ヶ条）
  1. 五津之長刀（いつつのなぎなた）
  2. 七津之長刀（ななつのなぎなた）
  3. 霞之長刀（かすみのなぎなた）
  4. 八箇之長刀（はっかのなぎなた）
- 極意七條之薙刀（三ヶ條）
  1. 燕飛之長刀
  2. 蜻蛉之長刀
  3. 龍虎之長刀

#### 槍術
- 槍術（六ヶ条）
  1. 飛龍之槍（ひりゅうのやり）
  2. 去龍之槍（きょりゅうのやり）
  3. 突留之槍（つきどめのやり）
  4. 楊矢之槍（あんやのやり）
  5. 電光之槍（でんこうのやり）
  6. 夜之矢槍（よるのややり）
- 秘伝（二ヶ条）
  1. 上段之鎗合
  2. 下段之鎗合

#### 柔術
（三十六ヶ条）
通拳、内取手、外取手、木葉返、無左足、片衣紋、両衣紋、衣搾、枯木折、鬼抑、天狗返、闇之夜、佐寿留、疑寳珠返、滝落、七里引、姿見、羽衣搾、夢枕、臂金、猿子絞、鳥羽外折、鹿之一足、山落、袖車、立横聲、胴搾、引搾、将棋倒折、逆指、首搾、鷲之羽落、空向伏、片羽子抑、鬼木離、御膳取。

#### 手裏剣術
- 表之手裏剣（七ヶ條）
- 五教之手裏剣（八ヶ條）
- 極意之手裏剣（九ヶ條）

#### その他
忍術、風水術、築城術
（各術に七條、八箇、九重の極意秘傳有り）

## 歴史
- 室町時代中期、「天真正伝神道流」として飯篠家直が創始
- 以後「神慮神道流」「天真正伝神刀流」などを経て現在の名称に落ち着く
- 1941年、『天眞正傳香取神道流武道教範』（神田書房）出版
- 1960年、千葉県の無形文化財に指定される
- 1977年6月1日、『無形文化財香取神道流』全3巻（港リサーチ）出版
- 平成29年より「次世代に向けての新しい試み」として「審査制度」を開始した[3]

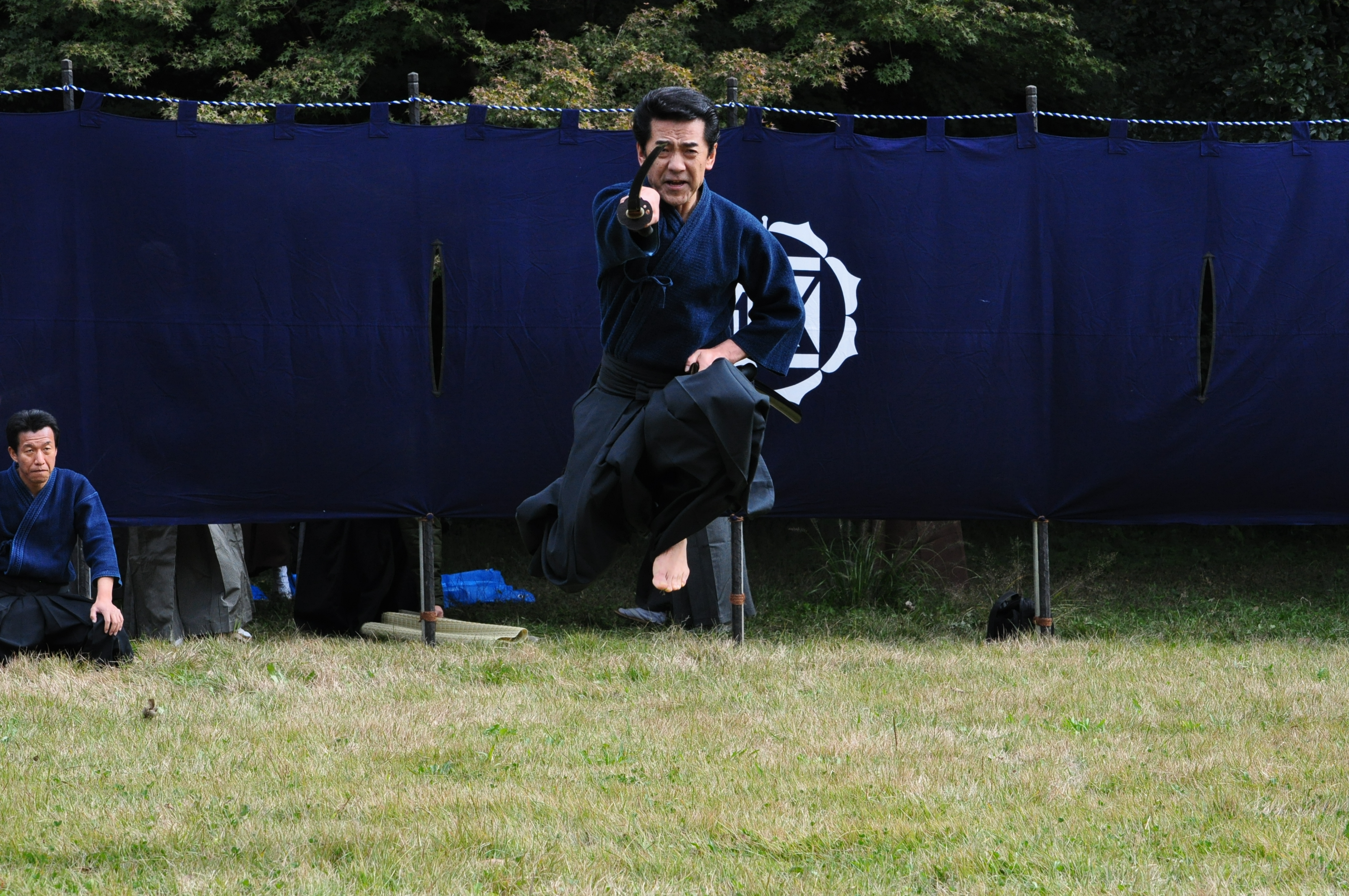
明治神宮例祭奉納 天真正伝香取神道流（2011年11月3日撮影）
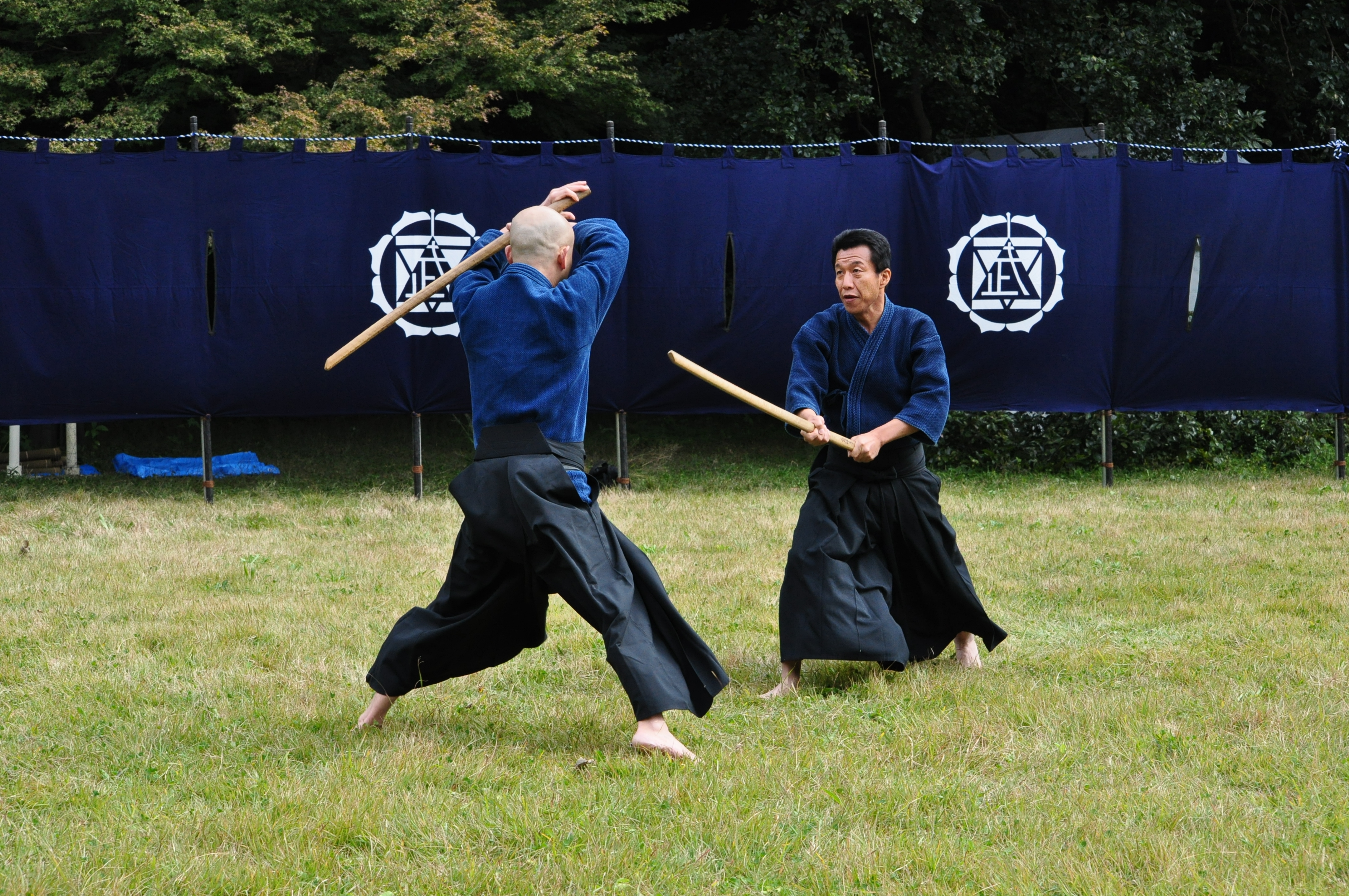
同左、天真正伝香取神道流（2011年11月3日撮影）
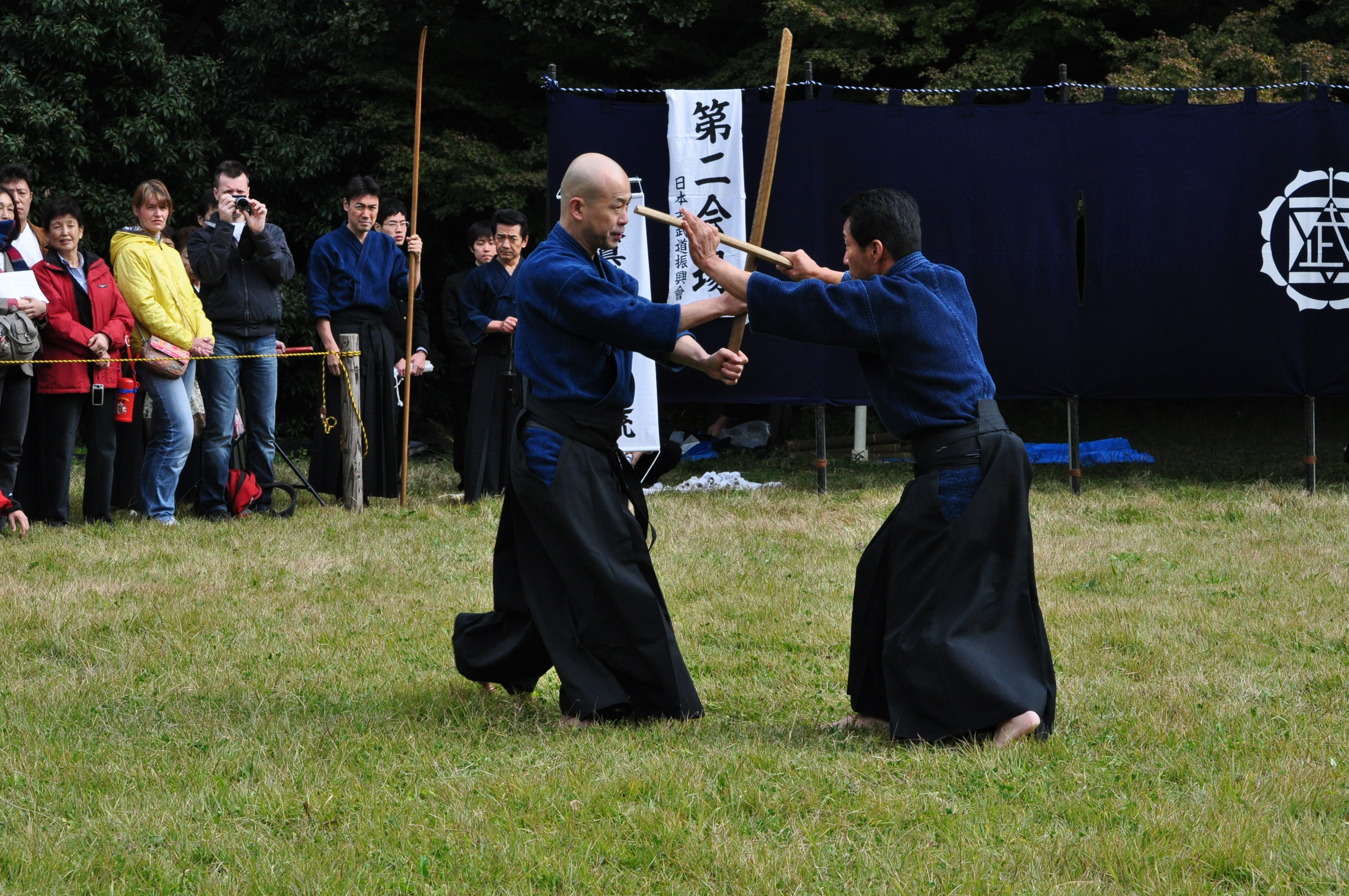
同左、天真正伝香取神道流（2011年11月3日撮影）

## 系譜
香取神道流は広く学ばれており様々な系統が存在するが、ここでは一部の系統を記載する。 

### 宗家
- 初代　飯篠長威斎家直
- 2代　飯笹修理亮直秀
- 3代　飯篠若狭守盛近
- 4代　飯篠若狭守盛信
- 5代　飯篠山城守盛綱
- 6代　飯篠左衛門尉盛秀
- 7代　飯篠大炊頭盛繁
- 8代　飯篠修理亮盛長
- 9代　飯篠修理亮盛久
- 10代　飯篠修理亮盛定
- 11代　飯篠修理亮盛重
- 12代　飯篠修理亮盛次
- 13代　飯篠修理亮盛清
- 14代　飯篠修理亮長照
- 15代　飯篠修理亮盛照
- 16代　飯篠修理亮盛重(寛陸斎)
- 17代　飯篠修理亮盛房
- 18代　飯篠修理亮盛貞
- 18代　飯篠金次郎盛茂　（昭和18年8月8日没　33歳）
- 20代　飯篠快貞（現宗家）

### 18代以降の系譜
- 18代　飯篠修理亮盛貞
  - 小野兵七郎盛一
  - 野口治左衛門源賛延
    - 平野五郎
      - 柳久五郎

  - 山口熊次郎衛幹
    - 林作一郎
      - 山田源治郎
        - 山田勝治郎

      - 林弥左衛門
        - 大竹利典（神武館道場）
          - 大竹信利
          - 京増重利
          - 椎木宗道
          - 菅原鉄孝

        - 林弥一

    - 林作之助
      - 山田源治郎
        - 山田勝治郎

    - 平野五郎
      - 柳久五郎

    - 山田源治郎

  - 玉井済道
  - 椎名市蔵衛直
    - 杉野嘉男（唯心館杉野道場）
      - 杉野茂男
      - 杉野匡寛
      - 杉野至寛
      - 鳥飼よし（旧姓、小沢）
      - 田村忠吉
      - 石橋澄江
      - 武一幸吉
      - 小山田正治
        - 小山田一
        - 小山田正恒
        - 投山忠
        - 菊地五郎
        - 奥山武雄

      - 菊地秀
      - 小林三千子
      - 家亀重幸
      - 相川峰吉
      - 畠山五郎

    - 鳥飼よし
    - 望月稔

  - 久保木惣左衛門
  - 伊藤種吉
  - 本宮寅之助
    - 椎木敬文（一技道武術 天道会）
      - 椎木宗道

    - 坂本寅之助
    - 伊藤菊枝

## 関連流儀
埼玉県熊谷市上川原地区に神道香取流棒術と称して表裏24手の形が伝承されており、棒の手として地域の祭りや行事で披露されている。同流儀は現在では棒術とされているが伝書等古い記録には香取流剣術とかかれており、技法は剣術そのものである。伝承、記録によると、上川原地区に同流儀を伝えたのは17世紀頃の中津川亦右衛門と言う人物である。その技法は成田市の天真正伝香取神道流と同じく軽い木刀を使用し、ひとつひとつの形は他流に比べて長い。

## 神道流を修めた人物
- 十瀬与左衛門長宗
- 松本備前守
- 穴澤盛秀
- 雲林院松軒
- 塚原安幹
- 塚原卜伝
- 上泉信綱
- 疋田景兼
- 飯篠金次郎
- 杉野嘉男
- 玉井済道
- 久保木惣左衛門
- 伊藤種吉
- 椎名市蔵
- 上保久吉
- 大竹利典
- 飯篠快貞
- 大竹信利
- 京増重利
- 山崎丞
- 杉野至寛
- 椎木宗道
- 菅原鉄孝

## 映像作品との関連
20世紀における当流皆伝者のうちの2人、杉野嘉男と大竹利典は、数々の映画やドラマの製作に剣術指導役として参加した。杉野は、黒澤明監督作品の『七人の侍』（1954年）や『用心棒』（1961年）や『椿三十郎』（1962年）に加え、稲垣浩監督作品の『宮本武蔵』（1954年）や『柳生武芸帳』（1957年）など、大竹は小泉堯史監督作品の『阿弥陀堂だより』（2002年）や『蜩ノ記』（2014年）など。またNHKドラマ『蝉しぐれ』（2003年）には、武術資料提供者として大竹の名があるが、加えてその門人であり皆伝者の京増重利が本編に出演している。
ハリウッドにまで影響を与えた三船敏郎の殺陣は、そのいろはを杉野が教えたことから、香取神道流の影響が大きいと言われている。また岡田准一は、『蜩ノ記』の役作りのため当流に正式に入門し、居合を稽古している。